# Iglesia de Nuestra Señora de la Esperanza (Peñas de San Pedro)
La iglesia de Nuestra Señora de la Esperanza se encuentra en la localidad de Peñas de San Pedro (provincia de Albacete). La iglesia fue dedicada a Santa María de la Mayor Esperanza y Santa Librada Mártir. Su construcción empezó en el 1716 bajo el diseño del arquitecto Cosme Carreras. La iglesia fue terminada en 1747, pero la torre, domo y la capilla no fueron completadas hasta 1797. 
La cúpula tiene enjutas que representan los cuatro Padres de la Iglesia Católica: San Agustín, Ambrosio, Gregorio, y Jerome. Por encima de los santos, están representadas Santa Quiteria y Librada y los arcángeles Miguel, Rafael y Gabriel. Los luntettes del presbiterio representan a Santo Tomás de Villanova y San Fulgencio. El portal principal está tallado en estilo barroco y se terminó en la década de 1740.
El interior tiene una serie de estatuas talladas en madera policromada, principalmente por Juan de Gea e Ignacio Castell. El retablo principal también fue Diseñado y tallado por estos artistas, y bañado en oro por Francisco y Gregorio Sánchez, con pinturas con Historias del Nuevo Testamento por Bautista Suñer.

## Descripción
Se trata de un templo católico de estilo barroco del siglo XVIII.